# Peter Michael Vigil von Thun und Hohenstein

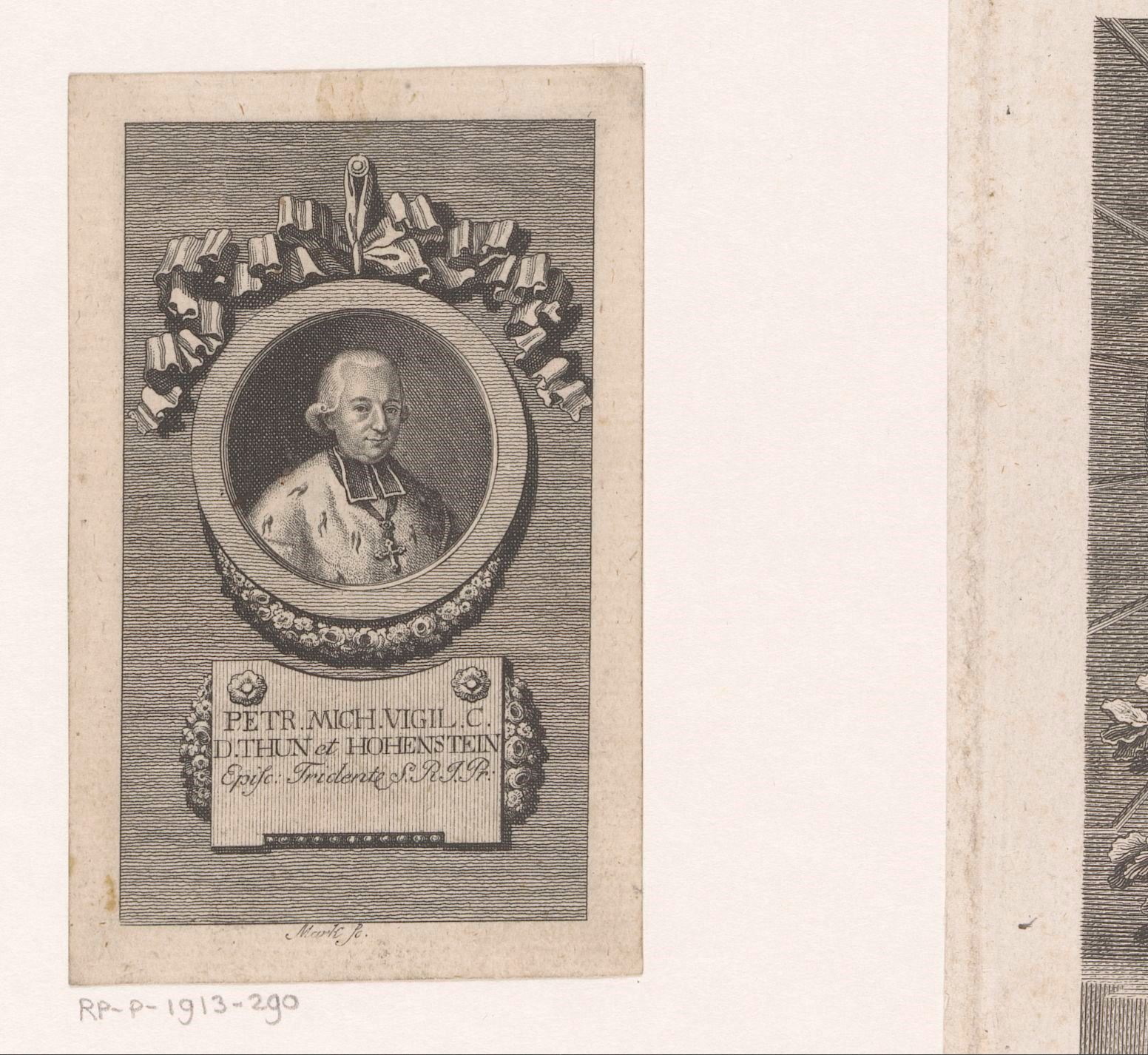
Fürstbischof Peter Michael Vigil von Thun und Hohenstein (Druck von Quirin Mark, 1753–1811)

Peter Michael Vigil von Thun und Hohenstein (* 13. Dezember 1724 in Trient; † 17. Januar 1800 auf Castel Thun) war von 1776 bis 1800 Fürstbischof von Trient.

## Herkunft und Ausbildung
Peter Michael Vigil von Thun und Hohenstein gehörte dem Südtiroler Adelsgeschlecht Thun an. Er war der zweitälteste Sohn des fürstbischöflichen Hofmarschalls und kaiserlichen Geheimen Rates und Kämmerers Franz Augustin von Thun und Hohenstein und der Maria Antonia Gräfin von Spaur. Der Trienter Bischof Dominikus Anton von Thun und der Trienter Weihbischof Johann Michael Wenzel von Spaur waren Onkel von Peter Michael Vigil, der Passauer Bischof Thomas Johann von Thun und Hohenstein und der Trienter Domkapitular Philipp Joseph Michael von Thun und Hohenstein waren seine Brüder.
Er besuchte das Gymnasium in Trient und studierte an der Accademia dei Nobili in Rom. 1739 wurde er Domherr in Trient. 1743, nach dem Tod seines Onkels Johann Michael Wenzel von Spaur, des Weihbischofs von Trient, folgte er diesem als Archidiakon. In Salzburg wurde er 1743 Domkapitular, 1775 Domdekan und war zeitweise Konsistorialpräsident. Die Priesterweihe erhielt er am 24. Mai 1755.

## Bischof
Thun und Hohenstein unterlag 1763 trotz kaiserlicher Unterstützung, Cristoforo Sizzo de Noris bei der Wahl zum Trienter Bischof.
Am 13. März 1773 wurde er vom neuen Salzburger Erzbischof Hieronymus Graf Colloredo zum Bischof von Lavant ernannt; da er sich jedoch zur Übernahme dieser Würde verschulden hätte müssen, verzichtete er (zum Verdruss seiner Verwandtschaft) fünf Wochen später auf das Bischofsamt.
Nach dem Tod Cristoforo Sizzo de Noris’ wurde er am 28. Mai 1776 einstimmig zu dessen Nachfolger als Trienter Bischof gewählt. Die päpstliche Bestätigung erfolgte am 16. September und die Bischofsweihe durch Andrea Minucci, Bischof von Feltre, am 30. November 1776.
Thun von Hohenstein hielt sich häufig in Salzburg auf und zeigte, im Gegensatz zu seinem Vorgänger, wenig Interesse an der Seelsorge. Auch Visitationen seiner Diözese wurden nur selten durchgeführt.
Dem Abbau der hochstiftlichen Rechte und der schleichenden Integration in die Grafschaft Tirol setzte er kaum Widerstand entgegen. So stimmte er der Ausweitung österreichischer Gesetze und Steuern auf das Hochstift durch Maria Theresia im Jahre 1777 zu. Kaiser Joseph II. bot er sogar die Säkularisation des Bistums gegen eine Leibrente an, worauf dieser jedoch nicht einging.
Das Domkapitel missbilligte die Finanzierung eines Gefängnisses durch Glücksspiele und die Weigerung Thun von Hohensteins, das Kapitel an der Ausarbeitung des 1786 von Joseph II. angeregten Gesetzbuches zu beteiligen. Selbst in kirchenrechtlichen Belangen zeigte sich der Bischof nachgiebig gegenüber Österreich. Er erkannte 1781 das josephinische Toleranzpatent an und leistete auch keinen Widerstand gegen die Auflösung der kontemplativen Orden im Folgejahr und die Einrichtung eines Generalseminars 1784 in Innsbruck. Lediglich der von Kaiser geplanten Neuregelung der Diözesangrenzen, die zu einem Verlust der deutschsprachigen Gebiete an Brixen geführt hätte, stellte er sich entgegen. Bei der Grenzbereinigung mit den italienischen Nachbardiözesen im Jahre 1785 erhielt Trient die Valsugana. Die Emser Punktation akzeptierte Thun 1787 mit geringen Einschränkungen.
Als in den Koalitionskriegen 1796 österreichische Truppen durch das Hochstift zogen, floh Thun heimlich zu seinem Bruder Thomas Johann nach Passau. Während der französischen Besatzung wurde das Hochstift vom Domdekan und zwei Domkapitularen geleitet. Nach dem französischen Rückzug verwaltete ein österreichischer Kriegsrat, später ein Zivilrat das Hochstift. Thun erhielt zum Ausgleich eine Jahresrente von 18.000 Gulden. Nach seiner Rückkehr aus Passau residierte er nicht mehr in Trient, sondern auf dem Familienschloss im Val di Non, wo er am 17. Januar 1800 starb. Er wurde im Dom von Trient bestattet.